# Drew Mitchell
Drew Alan Mitchell (nacido el 26 de marzo de 1984 en Liverpool, Nueva Gales del Sur) es un jugador de rugby australiano. Normalmente juega de Wing o como zaguero. Hasta la temporada de 2006 jugó para los Queensland Reds. Jugó para el Western Force en las temporadas de Super 14 2007-2009. Desde 2010 hasta 2013 jugó para los New South Wales Waratahs. 
Mitchell debutó con la selección de rugby de Australia en 2005, contra Sudáfrica, después de haber sido seleccionado tras una temporada con los Queensland Reds en la que marcó 11 ensayos y fue elegido "novato del año".
Su carrera internacional sufrió un parón después de la gira internacional de otoño de Australia en 2005, y no volvió a los Wallabies hasta que Gales los visitó en 2007. Para entonces, Mitchell había cambiado a un equipo recién formado, Western Force y creó suficiente impresión como para obtener un lugar en el equipo australiano para la Copa del Mundo de Rugby de 2007 en Francia. Logró siete ensayos en ese torneo, en el que Australia no pasö de cuartos de final; al caer frente a Inglaterra.
Fue incluido en el equipo australiano que jugó la Copa Mundial de Rugby de 2011, en la que Australia quedó tercera. Apareció como suplente en el partido contra Irlanda y en dos que apareció como titular hizo un ensayo frente a Estados Unidos y dos contra Rusia. Se lesionó en el tendón de la corva en el último partido de la fase de grupos y se perdió el resto del torneo. 
En 2013, firmó un acuerdo para jugar para el Toulon para la Temporada 2012–13 del Top 14. En 2015 Michell vuelve a los wallabies y consiguen se proclamarse campeones de Rugby Championship 2015 al derrotar a los All Blacks por 27-19 en el Estadio ANZ de Sídney.
Seleccionado para el equipo australiano para la Copa del Mundo de Rugby de 2015, en la aplastante victoria 65-3 frente a Uruguay, Mitchell anotó dos de los once ensayos de su equipo. De nuevo anotó, con dos ensayos, en el partido de cuartos de final, en el que Australia derrotó a Escocia 35-34 en el estadio de Twickenham.